# Бикур
Бикур (фр. Buicourt) насеље је и општина у североисточној Француској у региону Пикардија, у департману Оаза која припада префектури Бове.
По подацима из 2011. године у општини је живело 135 становника, а густина насељености је износила 38,46 становника/km². Општина се простире на површини од 3,51 km². Налази се на средњој надморској висини од 230 метара (максималној 211 m, а минималној 128 m).

## Демографија
| 1962. | 1968. | 1975. | 1982. | 1990. | 1999. | 2011. |
| ----- | ----- | ----- | ----- | ----- | ----- | ----- |
| 115   | 117   | 105   | 107   | 127   | 146   | 135   |

График промене броја становника у току последњих година